# Nadejda Pavlova
Pour les articles homonymes, voir Pavlova.
Nadejda Pavlova (en russe : Наде́жда Васи́льевна Па́влова, ISO 9 Nadežda Vasil'evna Pavlova), née le 15 mai 1956 dans la ville de Tcheboksary en URSS, est une danseuse et chorégraphe de ballet soviétique d'origine tchouvache.

## Biographie
Née en 1956, Nadejda Vassilievna Pavlova commence à danser dès l'âge de sept ans lorsqu'elle intègre un cercle chorégraphique à la Maison des pionniers de Tcheboksary. Puis elle suit un enseignement l'école chorégraphique de Perm. En 1966, la Commission de l'école chorégraphique de Perm, reconnaissant son talent, suggère qu'elle intègre l'école Lioudmila Pavlovna Sakharova de Perm.
En 1970, Nadejda Pavlova gagne les prix au Concours pansoviétique dans les catégories « maîtres de ballet » et « danseurs », avant de gagner en 1973 le Grand prix du IIe Concours international de ballet de Moscou. Ceci lui permet de rejoindre la troupe du Bolchoï. Galina Oulanova la choisit comme élève, puis elle devient coach d'étoiles à son tour.
Artiste du peuple, elle a reçu le Prix du Komsomol en 1975 et a remporté plusieurs autres prix au cours de sa carrière. Elle s'est produite sur des scènes à l'international comme le Palais des congrès à Paris, et a introduit dans l'histoire de la danse des apports techniques spécifiques.
Elle est devenue professeur à l'Académie russe des arts du théâtre (GITIS) à Moscou.

## Filmographie
- 1961 : Le Train de 16 h 50 de George Pollock : la victime (non créditée)
- 1977 : The Nutcracker de Yelena Macheret : Masha (téléfilm)